# Zabit
Zabit és la designació turca (àrab dabit) d'alguns funcionaris i militars otomans, i més tard dels oficials de les forces armades.
En la seva afecció original eren el funcionaris o militars encarregats d'una missió concreta o de dirigir una missió o certs afers (probablement les finances) d'una vila o ciutat. Amb la modernització al segle xix i començament del segle xx, va ser la paraula que va designar als oficials de les forces armades, fins que sota la república van agafar el nom "subay" tot i que com a dabit es va conservar als estats àrabs sorgits de l'Imperi Otomà.